# Niemcy (film)
Niemcy (ang. Germans) – polsko-amerykański dramat wojenny z 1996 roku w reżyserii Zbigniewa Kamińskiego. Film zrealizowano we Wrocławiu według dramatu Leona Kruczkowskiego pod tym samym tytułem.

## Obsada
- Per Oscarsson - Walter Sonnenbruch
- Matthew Sullivan - Joachim Peters
- Vivian Schilling - Ruth Sonnenbruch
- Scott Cleverdon - Willi Sonnenbruch
- Beata Tyszkiewicz - Berta Sonnenbruch
- Peter Thoemke - Hans Hoppe
- Mark Folger - Gluck
- Beth Tegarden - Liesel Sonnenbruch
- Teresa Budzisz-Krzyżanowska - Adela Soerensen
- Wojciech Siemion - Juryś
- Katarzyna Figura - Marika
- Eric Parkinson - Klaus
- Edward Żentara - Tourterelle
- Wiktoria Padlewska - Fanchette
- Jan Prochyra - Schultz
- Cezary Żak - oficer gestapo
- Adam Kamień - Kurt
- Andrzej Precigs - oficer SS
- Andrzej Wojaczek - kierowca Sonnenbrucha
- Ewa Kamińska - pianistka
- Leszek Abrahamowicz - więzień
- Paweł Lauterbach - Chaim
- Roman Czajka - Heini
- Miłogost Reczek - oficer gestapo
- Maciej Sosnowski - wartownik